# Gerd Schneider (Fußballspieler, 1951)
Gerd Schneider (* 13. Juli 1951) ist ein ehemaliger deutscher Fußballspieler.

## Sportlicher Werdegang
Schneider stieß Mitte der 1970er Jahre zum SSV Jahn Regensburg, mit dem er 1975 in die 2. Bundesliga aufstieg. In den folgenden zwei Jahren Zweitligazugehörigkeit war er unter den Trainern Aki Schmidt und dessen Nachfolger Helmut Richert an der Seite von Spielern wie Reinhold Mathes, Ernst Hodel, Werner Michalka, Herfried Ruhs und Michael Hümmer Stammspieler, einzig in der Spielzeit 1975/76 bremste ihn zeitweise eine Verletzung. Nach dem Abstieg 1977 wechselte er zum Ligakonkurrenten FSV Frankfurt. Auch hier gehörte er zu den Stammkräften in der Mannschaft, die vornehmlich gegen den Abstieg spielte. Am Ende der Spielzeit 1980/81 verpasste die von Dietmar Schwager betreute Mannschaft rund um Norbert Winkler, Holger Anthes, Josef Sarroca und Paul-Werner Hofmann trotz eines zwischenzeitlichen Höhenflugs mit Platz 4 nach elf Spieltagen am Ende der Saison als Tabellenfünfzehnter aufgrund der Einführung der eingleisigen 2. Bundesliga den Klassenerhalt. Fortan trat er mit den Frankfurtern in der drittklassigen Oberliga Hessen an.